# Cerfontaine (Nord)
Cerfontaine település Franciaországban, Nord megyében. Lakosainak száma 667 fő (2022. január 1.). Cerfontaine Recquignies, Colleret, Ferrière-la-Grande, Ferrière-la-Petite és Rousies községekkel határos.

## Népesség
A település népességének változása:
| Lakosok száma | 626  | 651  | 673  | 688  | 702  | 709  | 709  | 688  | 667  |
|               | 2013 | 2015 | 2016 | 2017 | 2018 | 2019 | 2020 | 2021 | 2022 |